# Chelidonura
Genre
Synonymes
- Hirundella Gray, 1850

Chelidonura est un genre de gastéropodes (limace de mer) de la famille des Aglajidae.

## Liste des genres
Selon World Register of Marine Species (29 janvier 2018) :
- Chelidonura alisonae Gosliner, 2011
- Chelidonura amoena Bergh, 1905
- Chelidonura castanea Yonow, 1994
- Chelidonura cubana Ortea & Martínez, 1997
- Chelidonura electra Rudman, 1970
- Chelidonura elegans Bergh, 1900
- Chelidonura flavolobata Heller & Thompson, 1983
- Chelidonura hirundinina (Quoy & Gaimard, 1833)
- Chelidonura livida Yonow, 1994
- Chelidonura obscura Bergh, 1901
- Chelidonura orchidaea Perrone, 1990
- Chelidonura pallida Risbec, 1951
- Chelidonura perparva (Risbec, 1928)
- Chelidonura plebeia Bergh, 1900
- Chelidonura punctata Eliot, 1903
- Chelidonura sanguinea (Allan, 1933)
- Chelidonura varians Eliot, 1903

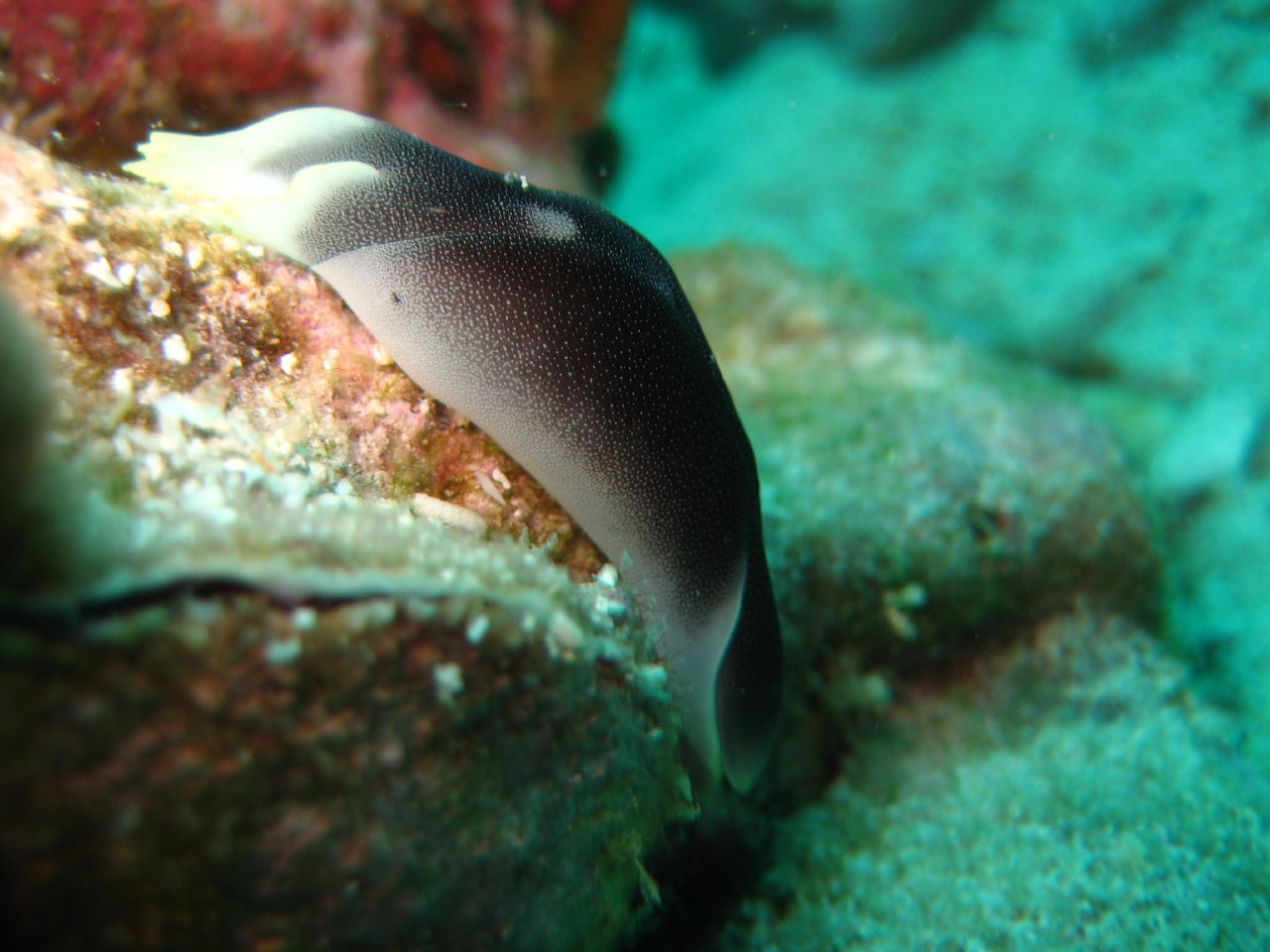
Chelidonura amoena
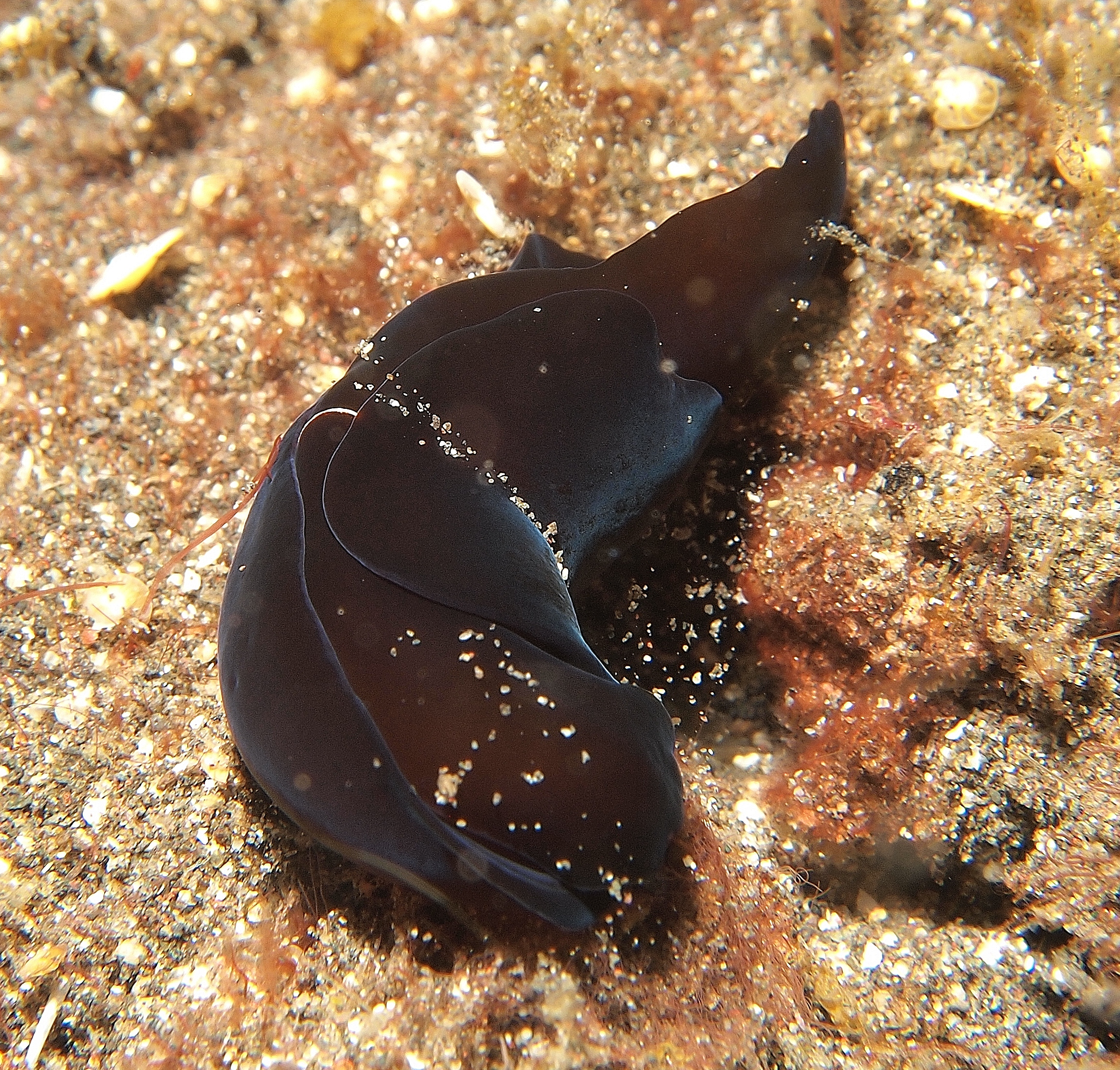
Chelidonura castanea
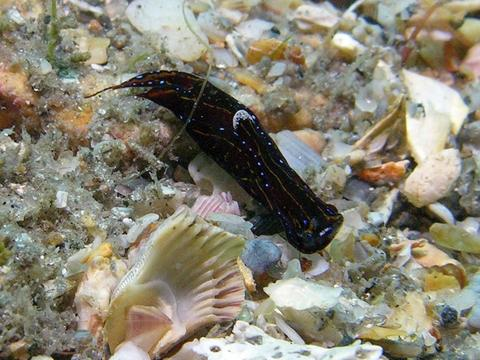
Chelidonura cubana
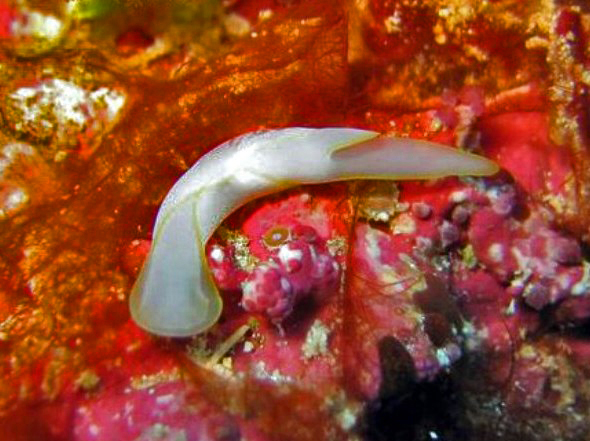
Chelidonura electra
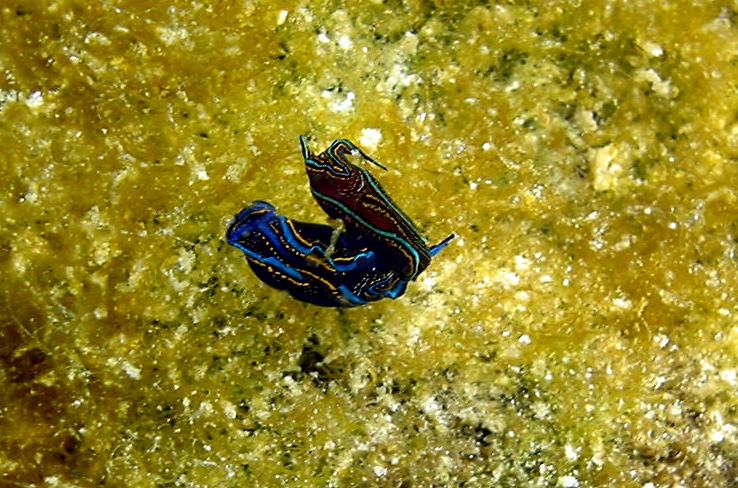
Chelidonura hirundinina
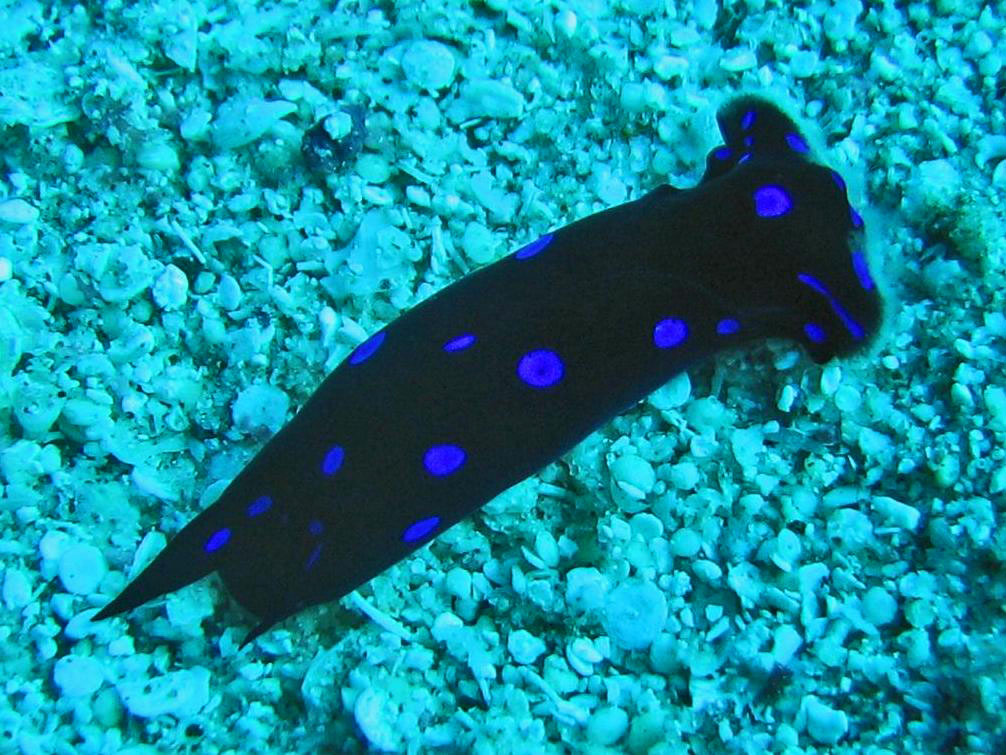
Chelidonura livida
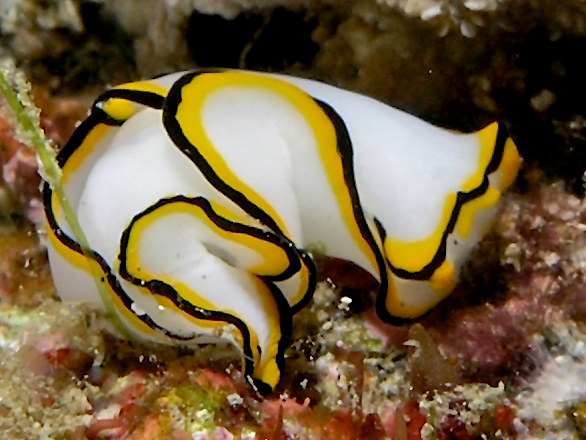
Chelidonura pallida
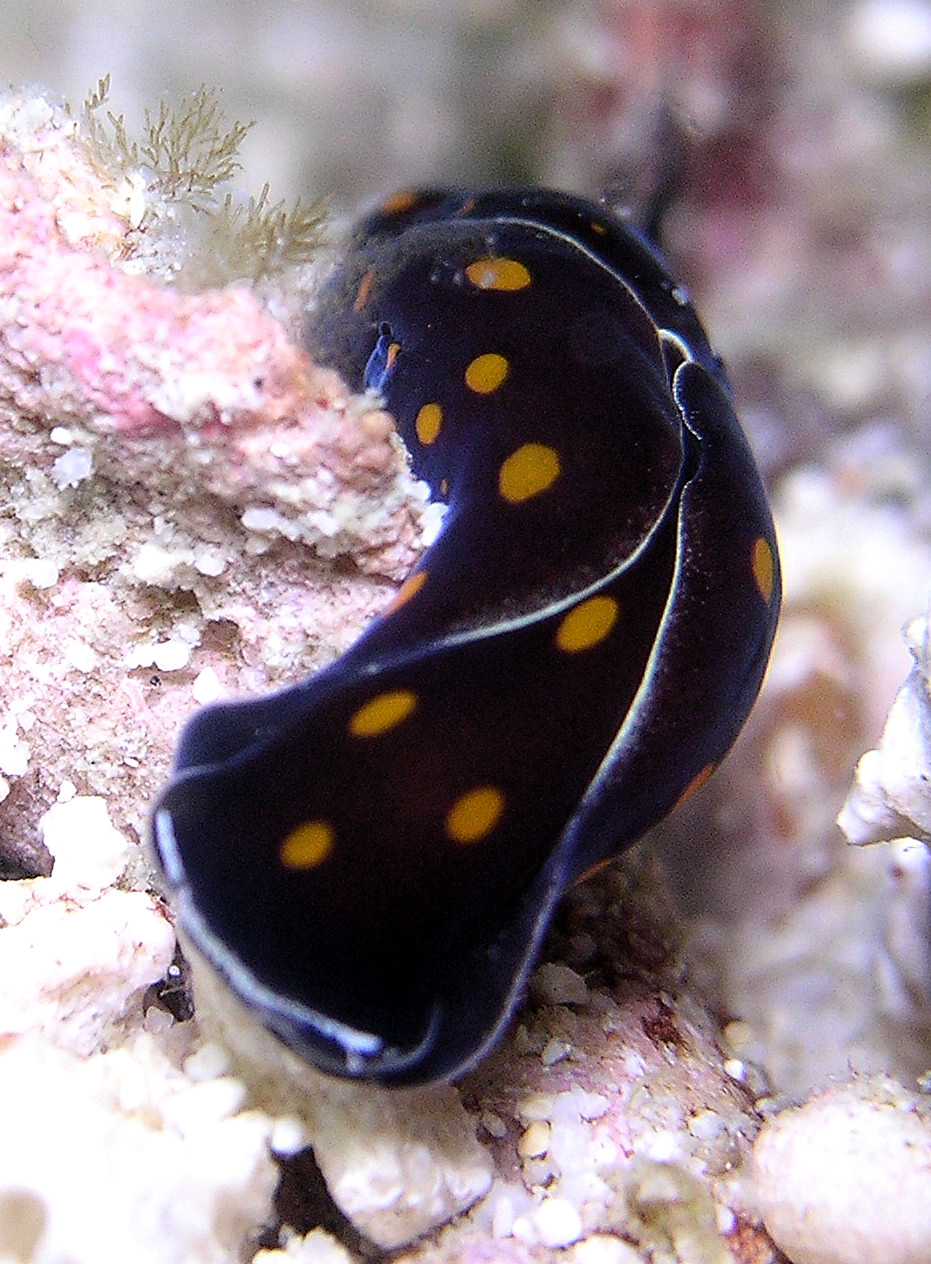
Chelidonura punctata
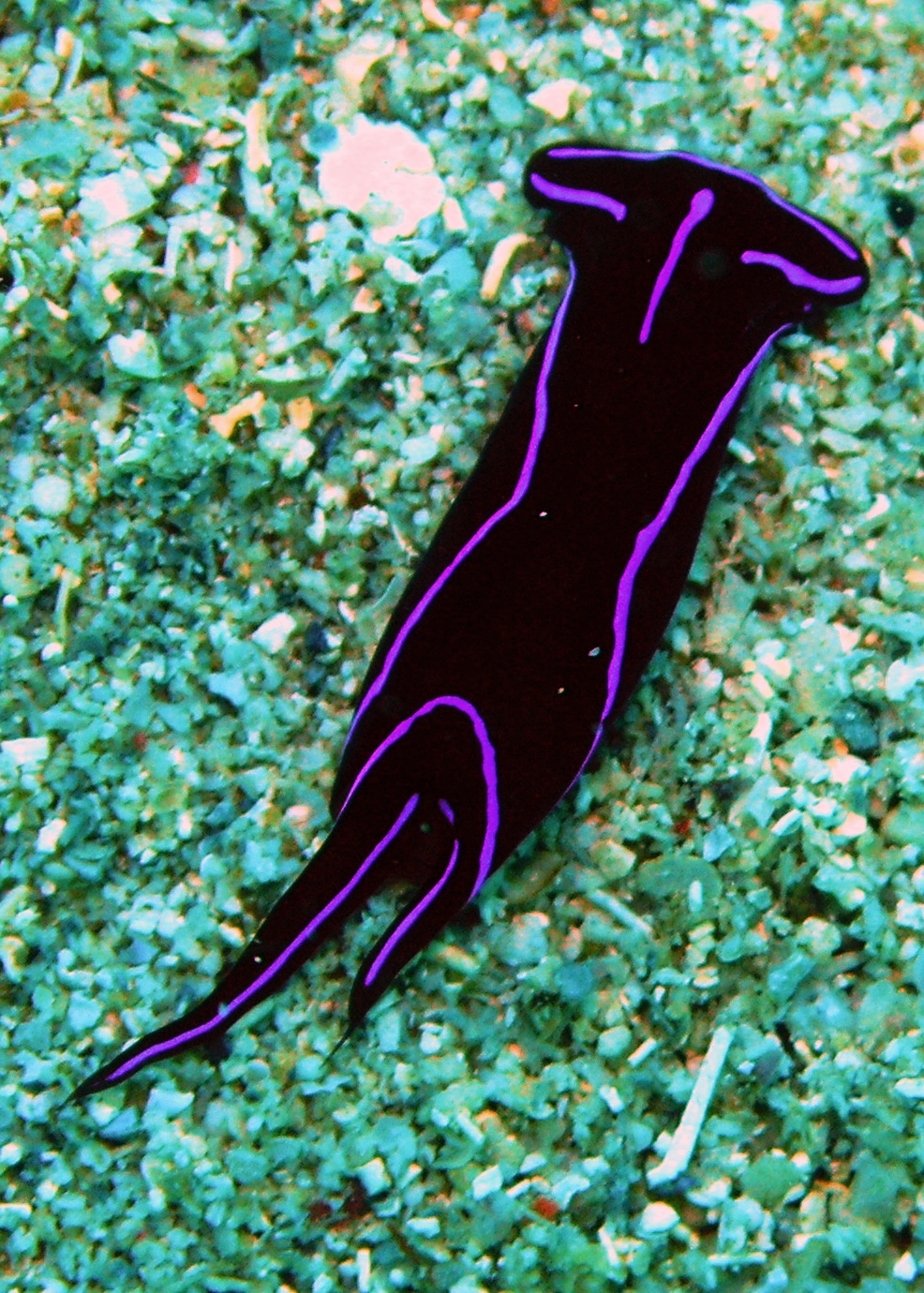
Chelidonura varians